# 전주서중학교
전주서중학교(全州西中學校)는 대한민국 전북특별자치도 전주시 완산구 서신동에 있는 공립 중학교이다.

## 학교 연혁
- 1951년 9월 1일 : 전주서중학교 설립인가(12학급)
- 1951년 10월 27일 : 개교
- 1995년 12월 13일 : 교사 이전 (전주시 서신동 762)
- 2022년 3월 1일 : 제25대 권영님 교장 부임
- 2024년 1월 4일 : 제73회 졸업생(252명, 총 33,187명)
- 2024년 3월 4일 : 신입생 200명 입학

## 참고 자료
- 전주서중학교 - 한국교육학술정보원 학교알리미